# Ministère des Affaires étrangères (Azerbaïdjan)
Pour les articles homonymes, voir Ministère des Affaires étrangères.
Le ministère des Affaires étrangères de l'Azerbaïdjan (en azéri : Azərbaycan Respublikasının Xarici İşlər Nazirliyi) est un département ministériel chargé de conduire et de concevoir la politique étrangère de la république d'Azerbaïdjan. Il est dirigé par le ministre des Affaires étrangères.  

## Histoire
Le ministère des Affaires étrangères est créé le 26 mai 1918, lors de la proclamation de la république démocratique d'Azerbaïdjan.
Après l'occupation de l'Azerbaïdjan par les bolcheviks en avril 1920, le ministère des Affaires étrangères est aboli et remplacé par le commissariat du peuple des Affaires étrangères de la république socialiste soviétique d'Azerbaïdjan (CAEP). Même s'il n'a pas d'autorité aussi importante, le CAEP MET en place certaines relations bilatérales à l'étranger entre 1920 et 1922, y compris avec la Turquie, où la RSS d'Azerbaïdjan a son propre ambassadeur, Ibrahim Abilov. En décembre 1921, le CAEP est à son tour dissous peu avant l'incorporation de la RSS d'Azerbaïdjan dans le république socialiste fédérative soviétique de Transcaucasie (RSFST)
Vers la fin de la Seconde Guerre mondiale, le gouvernement soviétique rétablit en 1944 le commissariat aux Affaires étrangères qui prend le nom de ministère des Affaires étrangères (MFA) en 1946. Ses attributions demeurent cependant limitées par rapport au ministère des Affaires étrangères de l'Union soviétique.
Après l'indépendance de l'Azerbaïdjan en 1991, un ministère de plein exercice est rétabli au sein du gouvernement du pays, chargé de concevoir et de conduire la politique étrangère azerbaïdjanaise.

## Structure et organisation
Ministre - Jeyhun Bayramov
Cabinet du ministre
Ambassadeurs en général
Protocole du département d'État
L'Agence de l'aide au développement internationale http://aida.mfa.gov.az
Département des affaires consulaires
L'Agence internationale de l'aide au développement (AIDA)
Secrétariat de la Commission nationale de l'UNESCO pour l'Azerbaïdjan
Section de traduction
Section des technologies de l'information
Département du ministère des Affaires étrangères de la république autonome de Nakhitchevan 
Sous-ministre Hafiz Pachayev
Académie diplomatique de MFA
Le vice-ministre Araz Azimov (affaires multilatérales et de sécurité)
Département des affaires de sécurité
Département de la planification de la politique étrangère et des études stratégiques
Sous-ministre Khalaf Khalafov (affaires bilatérales et juridiques)
Premier département territorial (Ouest)
Deuxième département territorial (Est)
Département du droit international et des traités
Sous-ministre Mahmud MammedGouliyev (affaires économiques et humanitaires)
Département de la coopération économique et du développement
Département des droits de l'homme, de la démocratisation et des affaires humanitaires
Sous-ministre Nadir Huseynov (affaires générales)
Secrétariat général
Département de la presse et de la politique de l'information
Département des ressources humaines
Département des finances 
Département des affaires administratives

## Mission
Le ministère des Affaires étrangères est géré conformément à la Constitution, à la législation, aux règlements, aux décrets et aux principales missions de l'Azerbaïdjan:
- Mise en œuvre de la politique étrangère de l'Azerbaïdjan
- Appui à la protection de la paix et de la sécurité internationales par la voie diplomatique
- Assurer la souveraineté, la sécurité, l'intégrité territoriale de l'Azerbaïdjan et ses intérêts politiques et économiques tout au long de la voie diplomatique
- Protection des droits et intérêts des Azerbaïdjanais et des personnes morales à l'étranger
- Assurer les relations diplomatiques et consulaires de l'Azerbaïdjan avec d'autres États et organisations internationales
- Fournir le protocole d'État de l'Azerbaïdjan
- Soutien diplomatique et coordination des relations internationales, politiques, économiques, scientifiques, techniques, culturelles et humanitaires de l'Azerbaïdjan et de ses organes séparés.

## Académie diplomatique
L'Académie diplomatique d'Azerbaïdjan (ADA) a été lancée en 2006 afin de préparer les leaders mondiaux et les politiciens. En 2014, elle est transformée en université par décret présidentiel.

## Représentation azerbaïdjanaise à l'étranger
Afin d'augmenter ses missions diplomatiques à l'étranger, le gouvernement a initié la mise en application de la stratégie correspondante au milieu de l'année 2000. Actuellement, le ministère des affaires étrangères maintient les missions suivantes à l'étranger:
- 71 représentations diplomatiques
- 5 représentants dans des organisations internationales
- 8 consulats
- 3 consulats honoraires
- Représentations de 2 ambassades[7]

En outre, le ministère des Affaires étrangères coopère avec un certain nombre d'organisations internationales et régionales. Les principales relations sont entretenues avec l'Organisation de la coopération islamique (OCI), les Nations unies (ONU), l'Union européenne (UE), la Communauté d'États indépendants (CEI), l'Organisation pour la démocratie et le développement (GUAM), l'Organisation du traité de l'Atlantique nord (OTAN), l'UNESCO, le Conseil de l'Europe et l'Organisation des États turciques.